# 내일은 웃자
"내일은 웃자"는 한국에서 제작된 박종호 감독의 1967년 영화이다. 강신성일 등이 주연으로 출연하였고 황의식 등이 제작에 참여하였다.

## 출연

### 주연
- 강신성일
- 남정임

### 조연
- 방인자
- 허장강
- 주선태
- 트위스트 김
- 이택균
- 최석
- 이성주
- 석귀녀

## 기타
- 원작자: 김석야
- 조명: 정경희
- 음향효과: 최형래
- 녹음: 손인호
- 미술: 이문현